# Filamento proteico

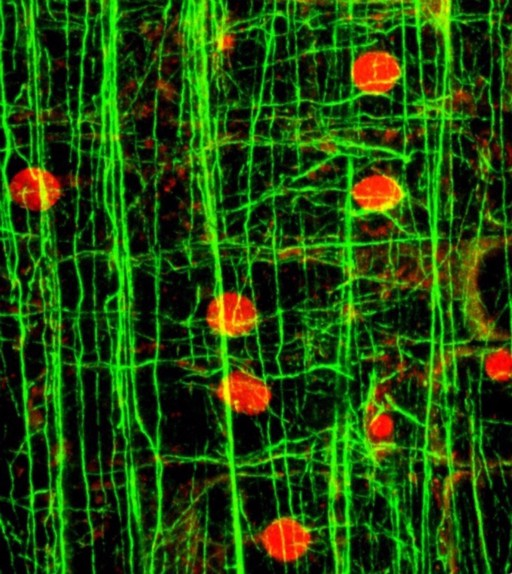
Microfilamentos (verdes) y núcleos celulares (rojos) en las células de una muestra de madera de chopo en desarrollo

En biología, un filamento proteico es una cadena larga de monómeros de proteína, como las que se encuentran en el cabello, el tejido muscular o los flagelos.  Los filamentos proteicos se unen para formar el citoesqueleto de las células y a menudo, están empaquetados para proporcionarles soporte, fuerza y rigidez. Cuando los filamentos están empaquetados, pueden formar diferentes estructuras celulares. Las tres clases más importantes de filamentos proteicos que forman el citoesqueleto son los microfilamentos, los microtúbulos y los filamentos intermedios.
Los filamentos tienen una naturaleza muy dinámica y participan en fenómenos dinámicos de la célula como el treadmilling (en el citosol) o la nucleación. 

## Tipos de filamentos en las células

### Microfilamentos
Artículo principal Microfilamentos
Los microfilamentos contienen los filamentos más delgados del citoesqueleto, con un diámetro de aproximadamente 7 nm. Los microfilamentos están compuestos por una proteína llamada actina y pueden encontrarse en forma de G-actina monomérica o de F-actina filamentosa.

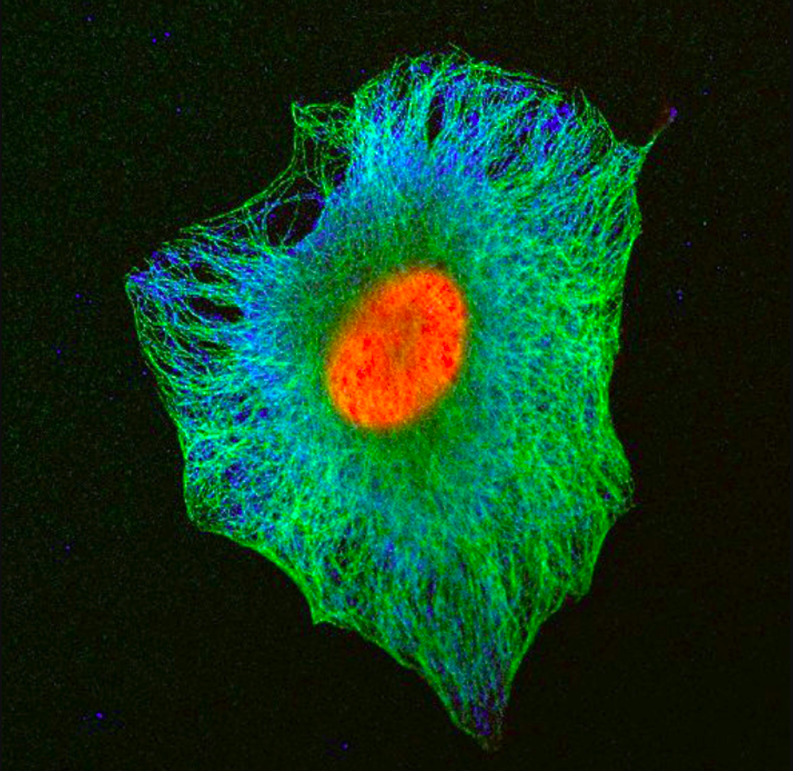
Tubulina (verde) en el citoesqueleto de una célula humana y núcleo de dicha célula (rojo). El azul es debido a la tinción de una proteína citoplasmática.

### Microtúbulos
Artículo principal Microtúbulos
 
Los microtúbulos son el tipo de filamento más grande en el citoesqueleto, con un diámetro de 25 nm. [] Un único microtúbulo está formado por 13 microfilamentos lineales. A diferencia de los microfilamentos, los microtúbulos están compuestos por una proteína llamada tubulina. La tubulina se organiza en forma de dímeros, llamados "αβ-tubulina" o "dímeros de tubulina", que polimerizan para formar los microtúbulos.

### Filamentos intermedios
Artículo principal Filamentos intermedios

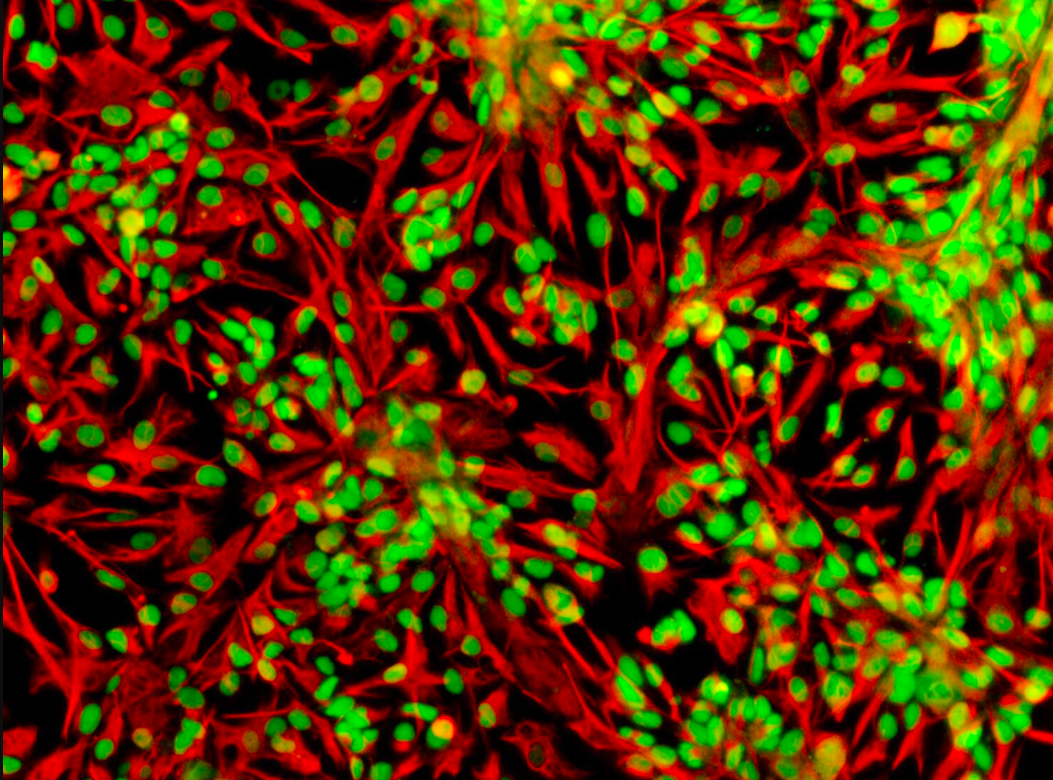
Células madre neuronales humanas teñidas usando anticuerpos contra Sox2 (verde) y vimentina (rojo). La vimentina es un filamento intermedio de tipo III.

Los filamentos intermedios forman parte del citoesqueleto de la mayoría de células eucariotas. Los filamentos intermedios tienen un diámetro promedio de 10 nm, que es menor que el de los microtúbulos, pero mayor que el de los microfilamentos.